# Andrea Iannone
Andrea Iannone (Vasto, Italia, 9 de agosto de 1989) es un piloto de motociclismo italiano. En el Campeonato Mundial de Motociclismo obtuvo la tercera posición en la categoría de Moto2 en 2010, 2011 y 2012, y en MotoGP obtuvo un total de 1 victoria, 11 podios, 2 poles position y 3 vueltas rápidas compitiendo con Pramac Racing, Ducati (donde resultó quinto en 2015) y el Suzuki Ecstar hasta 2019. En 2024 sustituyó a Fabio Di Giannantonio en el Gran Premio de Malasia con el VR46 Racing Team.
En octubre de 2023, después de cuatro años de inhabilitación por dopaje, se anunció su vuelta en el Campeonato del Mundo de Superbikes para la temporada 2024 con una Ducati Panigale V4.

## Biografía

### Categoría de 125cc
Andrea empezó a destacar como buen piloto en campeonatos italianos y españoles. En 2005, fue su primer fichaje por Aprilia, para disputar la temporada completa. Al año siguiente se fracturó dos vértebras lo que condicionó toda su temporada. Fue en 2008 en el GP de China donde consiguió su primera victoria como profesional.

#### Temporada 2009
En 2009 empezó de manera espectacular, con dos victorias consecutivas, que le ponían como líder del Campeonato y serio aspirante al título, pero su inexperiencia y su irregularidad le relegaron a la séptima posición del campeonato al finalizar la temporada. En este mismo año se produjo uno de los incidentes más significativos de su carrera deportiva; En el Gran Premio de San Marino tras derribar a Pol Espargaró en la última curva (que iba primero después de haber remontado 13 posiciones), se produjo un altercado entre ellos, donde Espargaró golpeó y rompió la cúpula de la moto de Iannone. Este reaccionó dando un cabezazo a Espargaró con el casco puesto. Después, el piloto italiano dijo a la prensa: "Yo no le he tocado porque me da asco. Los españoles son así, él quería vencer y yo también. Me disgusta haberlo tirado, porque no lo he hecho a propósito. Si me hubiera conformado con el segundo no habría pasado esto, pero quería ganar". Por este suceso, se sancionó a Iannone con 5.000 dólares. El italiano fue duramente criticado por los medios de comunicación y causó la pérdida de algún patrocinador. En la siguiente carrera (en Estoril) Iannone se disculpó con Espargaró.

### Categoría Moto2

#### Temporada 2010
En la temporada 2010, Andrea Iannone corrió en la nueva categoría de Moto2. Este año ficha por el equipo Aprilia donde compartirá equipo con Gabor Talmacsi. Después de un comienzo lento, consiguió victorias en Mugello y Assen. Fue sancionado en Barcelona, cuando recibió una penalización ride-through por adelantar Yuki Takahashi bajo condiciones de bandera amarilla. A continuación, pasó a ganar de nuevo en Motorland Aragón, una pista que era nueva en el calendario de MotoGP en 2010. Termina tercero en el Mundial, logrando 3 victorias y 5 podios.

#### Temporada 2011
En el año 2011 Iannone firmó por el equipo Speed Master Team, del que es socio su padre, era el único piloto del equipo. La temporada terminó para el italiano como tercer clasificado en el mundial de Moto2 tras vencer a Alex de Angelis en la última carrera de la temporada (en Valencia) por detrás de Stefan Bradl y Marc Márquez logrando 3 victorias y 6 podios.

#### Temporada 2012
En la temporada 2012 siguió con el mismo equipo (Speed Master Team) y finalizó su temporada en Moto2 quedando tercero en el Mundial, por detrás de Marc Márquez y Pol Espargaró. En septiembre de este año anunció que para la próxima temporada correría en MotoGP con una Ducati Pramac y sería compañero de equipo del estadounidense Ben Spies.

### Categoría MotoGP

#### Temporada 2013
Andrea comienza la temporada en Catar quedando 9.º, y en el nuevo circuito de "Las Américas" (Austin) optó por el 10.º puesto. En esta etapa de la temporada, el italiano tenía muchas dolencias en el antebrazo derecho, por lo que tampoco podía esforzarse demasiado. En la siguiente carrera, Jerez, se cayó en las primeras vueltas y a los pocos días fue operado del brazo ya que no conseguía que fuera a mejor. En Le Mans quedó en la 11.ª posición haciéndolo lo mejor que pudo dado que todavía tenía dolores por la operación. La próxima carrera fue Mugello, tuvo varios problemas técnicos con la moto y acabó quedando de 13.º. En Montmeló, fue una carrera con mucho calor, el asfalto tenía una temperatura muy alta y en la carrera, Andrea, acabó en el suelo en las primeras vueltas. La siguiente fue Assen, Holanda, circuito donde las Ducati no rodaron nada bien.. Al final acabó en la 13.ª posición. Sachsenring fue la siguiente y no pudo correrla porque durante los entrenamientos del sábado se cayó y se dislocó un hombro. Tampoco disputó el siguiente Gran Premio, Laguna Seca, porque todavía tenía mal el hombro. Por lo tanto se quedó sin sumar puntos en dos carreras consecutivas. Después del parón de verano, llegó Indianápolis, donde lució un casco especial hecho por un fan. Acabó en la 11.ª posición, todavía tenía dolencias en el hombro. En Brno, Silverstone y Motorland quedó en las posiciones 9-11, y en Misano tuvo un fallo en carrera y acabó por los suelos. Acabando ya casi la temporada 2013 sigue sin encontrar "feeling" con la Ducati. Durante la gira asiática; en Malasia no acabó la carrera, en Australia obtuvo su mejor resultado del año que fue 8.º y en Japón tuvo un fallo en la primera vuelta y se salió de pista, aun así consiguió remontar algunas posiciones para puntar y acabó 14.º. Y en la última carrera en su nueva temporada de GP se cayó acabando las últimas vueltas de carrera, por lo tanto no puntuó y acabó en el campeonato en la 12.ª posición con 57 puntos.

#### Temporada 2014
Comienza la temporada con muy buen pie en Catar junto a su Desmosedici haciendo unos entrenamientos buenísimos e incluso llegando a quedar de primero en el Warm Up antes de la carrera, pero tuvo la mala suerte de caerse en las primeras vueltas.. Pudo seguir en pista y acabó remontando hasta acabar en el 10.º puesto. En la siguiente carrera en el GP de Austin, tuvo una estupenda salida y durante toda la carrera estuvo en la 3.ª posición, pero los neumáticos en las últimas vueltas no le aguantaron y acabó en la 7.ª posición. En Argentina consiguió su mejor resultado en la categoría reina, acabó 6.º haciendo muy buena carrera. La siguiente carrerá fue en España, Jerez de la Frontera, en esta no tuvo tanta suerte como en la anterior... acabó por el suelo en mitad de la carrera. En Le Mans, Francia, también se cayó en la carrera, y en Italia, Cataluña y Holanda obtuvo bastantes buenos puestos; un 7, un 9 y un 6 consecutivamente. En Mugello, Italia, lució un casco especial ya que estaba en "casa" como en años anteriores. En Indianápolis tuvo la mala suerte de caerse en carrera y no puntuó. Y en las siguientes carreras que fueron Brno, Silverstone y Misano obtuvo muy buenos puestos; un 5.º, un 8.º y otro 5.º puesto respectivamente. En Misano salió desde la primera fila en la pole position, en el segundo puesto, incluso por delante de Valentino Rossi y Marc Márquez. Después vino la gira asiática donde no tuvo mucha suerte, en Japón quedó 6, pero en Australia tuvo que retirarse por una caída donde se hizo bastante daño y no pudo correr en la siguiente carrera en Malasia. Volvió con energía para Valencia donde estuvo a punto de hacer la Pole position, pero Valentino Rossi se la robó en los últimos instantes. Durante la carrera no obtuvo muy buenos resultados, en las primeras vueltas se posicionó primero, pero tuvo la mala idea de cambiar la moto porque lloviznaba y acabó último. 
Acaba la temporada quedado 10.º en el campeonato con 102 puntos.

#### Temporada 2015
Cambio de equipo a Ducati Oficial, deja atrás la Desmosecidi y le arrebata el sitio a Cal Crutchlow.
En su primera carrera hace podio, quedando en tercera posición tras Valentino Rossi y, su compañero de equipo, Andrea Dovizioso.

#### Temporada 2017
Hacia finales de la temporada 2016, pasa a ser fichaje del Team Suzuki Ecstar, siendo compañero de equipo del recién ascendido a la categoría Alex Rins.

## Resultados

### Campeonato Mundial de Motociclismo

#### Por temporada
| Temp. | Cat.   | Moto     | Modelo          | Equipo                               | N.º   | Carreras | Victorias | Podios | Poles | V.Ráp. | Pts.   | Pos. |
| ----- | ------ | -------- | --------------- | ------------------------------------ | ----- | -------- | --------- | ------ | ----- | ------ | ------ | ---- |
| 2005  | 125cc  | Aprilia  | Aprilia RS 125  | Abruzzo Racing Team                  | 29    | 16       | 0         | 0      | 0     | 0      | 20     | 20.º |
| 2006  | 125cc  | Aprilia  | Aprilia RS 125  | TicinoHosting Campetella Junior Team | 29    | 11       | 0         | 0      | 0     | 0      | 15     | 22.º |
| 2007  | 125cc  | Aprilia  | Aprilia RS 125  | WTR Blauer USA                       | 29    | 17       | 0         | 0      | 0     | 0      | 26     | 20.º |
| 2008  | 125cc  | Aprilia  | Aprilia RSV 125 | I.C. Team                            | 29    | 17       | 1         | 1      | 1     | 0      | 106    | 10.º |
| 2009  | 125cc  | Aprilia  | Aprilia RSA 125 | Ongetta Team I.S.P.A                 | 29    | 16       | 3         | 4      | 2     | 1      | 125.5  | 7.º  |
| 2010  | Moto2  | Speed Up | FTR Moto M210   | Fimco Speed Up                       | 29    | 17       | 3         | 8      | 5     | 6      | 199    | 3.º  |
| 2011  | Moto2  | Suter    | Suter MMXI      | Speed Master                         | 29    | 17       | 3         | 6      | 0     | 7      | 177    | 3.º  |
| 2012  | Moto2  | Speed Up | Speed Up S12    | Speed Master                         | 29    | 17       | 2         | 5      | 0     | 0      | 194    | 3.º  |
| 2013  | MotoGP | Ducati   | Ducati GP13     | Energy T.I. Pramac Racing            | 29    | 16       | 0         | 0      | 0     | 0      | 57     | 12.º |
| 2014  | MotoGP | Ducati   | Ducati GP14     | Pramac Racing                        | 29    | 17       | 0         | 0      | 0     | 0      | 102    | 10.º |
| 2015  | MotoGP | Ducati   | Ducati GP15     | Ducati Team                          | 29    | 18       | 0         | 3      | 1     | 1      | 188    | 5.º  |
| 2016  | MotoGP | Ducati   | Ducati GP16     | Ducati Team                          | 29    | 14       | 1         | 4      | 1     | 2      | 112    | 9.º  |
| 2017  | MotoGP | Suzuki   | Suzuki GSX-RR   | Team Suzuki Ecstar                   | 29    | 18       | 0         | 0      | 0     | 0      | 70     | 13.º |
| 2018  | MotoGP | Suzuki   | Suzuki GSX-RR   | Team Suzuki Ecstar                   | 29    | 18       | 0         | 4      | 0     | 0      | 133    | 10.º |
| 2019  | MotoGP | Aprilia  | Aprilia RS-GP   | Aprilia Racing Team Gresini          | 29    | 17       | 0         | 0      | 0     | 0      | 43     | 16.º |
| Total | Total  | Total    | Total           | Total                                | Total | 246      | 13        | 35     | 10    | 17     | 1567.5 |      |

#### Por categoría
| Categoría | Temporadas    | 1.er Gran Premio | 1.er Podio    | 1.ª Victoria  | Carreras | Victorias | Podios | Poles | V.Rap | Pts.   | CM |
| --------- | ------------- | ---------------- | ------------- | ------------- | -------- | --------- | ------ | ----- | ----- | ------ | -- |
| 125 cc    | 2005–2009     | España 2005      | China 2008    | China 2008    | 77       | 4         | 5      | 3     | 1     | 292.5  | 0  |
| Moto2     | 2010–2012     | Catar 2010       | Italia 2010   | Italia 2010   | 51       | 8         | 19     | 5     | 13    | 570    | 0  |
| MotoGP    | 2013–2019     | Catar 2013       | Catar 2015    | Austria 2016  | 118      | 1         | 11     | 2     | 3     | 705    | 0  |
| Total     | 2005–Presente | 2005–Presente    | 2005–Presente | 2005–Presente | 246      | 13        | 35     | 10    | 17    | 1567.5 | 0  |

#### Carreras por año
(Carreras en negrita indica pole position, carreras en cursiva indica vuelta rápida)
| Año  | Categoría | Moto     | 1       | 2       | 3       | 4       | 5       | 6       | 7       | 8       | 9       | 10      | 11      | 12      | 13      | 14      | 15      | 16      | 17      | 18      | 19      | Pos. | Pts.  |
| ---- | --------- | -------- | ------- | ------- | ------- | ------- | ------- | ------- | ------- | ------- | ------- | ------- | ------- | ------- | ------- | ------- | ------- | ------- | ------- | ------- | ------- | ---- | ----- |
| 2005 | 125cc     | Aprilia  | SPA 21  | POR 26  | CHN 18  | FRA 23  | ITA 16  | CAT 11  | NED 26  | GBR Ret | GER Ret | CZE 11  | JPN 13  | MAL 18  | QAT 19  | AUS Ret | TUR 10  | VAL 15  |         |         |         | 20.º | 20    |
| 2006 | 125cc     | Aprilia  | SPA 15  | QAT 13  | TUR 15  | CHN 13  | FRA 9   | ITA Ret | CAT 17  | NED Ret | GBR 17  | GER 24  | CZE     | MAL Ret | AUS     | JPN     | POR     | VAL     |         |         |         | 22.º | 15    |
| 2007 | 125cc     | Aprilia  | QAT 15  | SPA 12  | TUR 9   | CHN 11  | FRA Ret | ITA Ret | CAT 17  | GBR 15  | NED 20  | GER 24  | CZE Ret | RSM 14  | POR 18  | JPN 10  | AUS 20  | MAL 18  | VAL 20  |         |         | 20.º | 26    |
| 2008 | 125cc     | Aprilia  | QAT 14  | SPA 18  | POR 11  | CHN 1   | FRA 5   | ITA 12  | CAT Ret | GBR Ret | NED 8   | GER 11  | CZE 9   | RSM 6   | IND Ret | JPN Ret | AUS 4   | MAL 10  | VAL 6   |         |         | 10.º | 106   |
| 2009 | 125cc     | Aprilia  | QAT 1   | JPN 1   | SPA 19  | FRA 7   | ITA Ret | CAT 1   | NED 4   | GER 7   | GBR Ret | CZE 3   | IND Ret | RSM Ret | POR Ret | AUS 8   | MAL 8   | VAL Ret |         |         |         | 7.º  | 125.5 |
| 2010 | Moto2     | Speed Up | QAT 19  | SPA Ret | FRA 4   | ITA 1   | GBR 12  | NED 1   | CAT 13  | GER 2   | CZE 3   | IND 4   | RSM Ret | ARA 1   | JPN 13  | MAL 3   | AUS 3   | POR 21  | VAL 2   |         |         | 3.º  | 199   |
| 2011 | Moto2     | Suter    | QAT 2   | SPA 1   | POR 13  | FRA Ret | CAT 15  | GBR 16  | NED 12  | ITA 5   | GER 14  | CZE 1   | IND 11  | RSM 3   | ARA 2   | JPN 1   | AUS 8   | MAL 9   | VAL 11  |         |         | 3.º  | 177   |
| 2012 | Moto2     | Speed Up | QAT 2   | SPA 14  | POR 5   | FRA 4   | CAT 1   | GBR 4   | NED 2   | GER 16  | ITA 1   | IND 9   | CZE 4   | RSM 3   | ARA 4   | JPN 18  | MAL 6   | AUS Ret | VAL 11  |         |         | 3.º  | 193   |
| 2013 | MotoGP    | Ducati   | QAT 9   | AME 10  | SPA Ret | FRA 11  | ITA 13  | CAT Ret | NED 13  | GER DNS | USA     | IND 11  | CZE 9   | GBR 11  | RSM Ret | ARA 10  | MAL Ret | AUS 8   | JPN 14  | VAL Ret |         | 12.º | 57    |
| 2014 | MotoGP    | Ducati   | QAT 10  | AME 7   | ARG 6   | SPA Ret | FRA Ret | ITA 7   | CAT 9   | NED 6   | GER 5   | IND Ret | CZE 5   | GBR 8   | RSM 5   | ARA Ret | JPN 6   | AUS Ret | MAL DNS | VAL 22  |         | 10.º | 102   |
| 2015 | MotoGP    | Ducati   | QAT 3   | AME 5   | ARG 4   | SPA 6   | FRA 5   | ITA 2   | CAT 4   | NED 4   | GER 5   | IND 5   | CZE 4   | GBR 8   | RSM 7   | ARA 4   | JPN Ret | AUS 3   | MAL Ret | VAL Ret |         | 5.º  | 188   |
| 2016 | MotoGP    | Ducati   | QAT Ret | ARG Ret | AME 3   | SPA 7   | FRA Ret | ITA 3   | CAT Ret | NED 5   | GER 5   | AUT 1   | CZE 8   | GBR Ret | RSM DNS | ARA DNS | JPN     | AUS     | MAL Ret | VAL 3   |         | 9.º  | 112   |
| 2017 | MotoGP    | Suzuki   | QAT Ret | ARG 16  | AME 7   | SPA Ret | FRA 10  | ITA 10  | CAT 16  | NED 9   | GER Ret | CZE 19  | AUT 11  | GBR Ret | RSM Ret | ARA 12  | JPN 4   | AUS 6   | MAL 17  | VAL 6   |         | 13.º | 70    |
| 2018 | MotoGP    | Suzuki   | QAT 9   | ARG 8   | AME 3   | SPA 3   | FRA Ret | ITA 4   | CAT 10  | NED 11  | GER 12  | CZE 10  | AUT 13  | GBR C   | RSM 8   | ARA 3   | THA 11  | JPN Ret | AUS 2   | MAL Ret | VAL Ret | 10.º | 133   |
| 2019 | MotoGP    | Aprilia  | QAT 14  | ARG 17  | AME 12  | SPA DNS | FRA Ret | ITA 15  | CAT 11  | NED 10  | GER 13  | CZE 17  | AUT 16  | GBR 10  | RSM DNS | ARA 11  | THA 15  | JPN Ret | AUS 6   | MAL DSQ | VAL DSQ | 16.º | 43    |

### Campeonato Mundial de Superbikes

#### Carreras por año
(Carreras en negrita indica pole position, carreras en cursiva indica vuelta rápida)
| Año  | Moto   | 1     | 1      | 1     | 2     | 2      | 2       | 3       | 3       | 3     | 4     | 4     | 4      | 5      | 5      | 5       | 6     | 6     | 6     | 7       | 7     | 7     | 8     | 8      | 8      | 9       | 9     | 9       | 10    | 10    | 10    | 11    | 11    | 11    | 12     | 12    | 12    | Pos. | Pts |
| Año  | Moto   | R1    | CS     | R2    | R1    | CS     | R2      | R1      | CS      | R2    | R1    | CS    | R2     | R1     | CS     | R2      | R1    | CS    | R2    | R1      | CS    | R2    | R1    | CS     | R2     | R1      | CS    | R2      | R1    | CS    | R2    | R1    | CS    | R2    | R1     | CS    | R2    | Pos. | Pts |
| ---- | ------ | ----- | ------ | ----- | ----- | ------ | ------- | ------- | ------- | ----- | ----- | ----- | ------ | ------ | ------ | ------- | ----- | ----- | ----- | ------- | ----- | ----- | ----- | ------ | ------ | ------- | ----- | ------- | ----- | ----- | ----- | ----- | ----- | ----- | ------ | ----- | ----- | ---- | --- |
| 2024 | Ducati | AUS 3 | AUS 14 | AUS 4 | BAR 4 | BAR 2  | BAR Ret | NED Ret | NED 15  | NED 4 | MIS 7 | MIS 5 | MIS 11 | GBR 11 | GBR 10 | GBR Ret | CZE 3 | CZE 7 | CZE 8 | POR Ret | POR 9 | POR 4 | FRA 5 | FRA 11 | FRA 12 | ITA Ret | ITA 3 | ITA Ret | ARA 1 | ARA 4 | ARA 4 | EST 9 | EST 9 | EST 8 | SPA 12 | SPA 7 | SPA 4 | 8.º  | 231 |
| 2025 | Ducati | AUS 6 | AUS 2  | AUS 3 | POR 7 | POR 12 | POR Ret | NED Ret | NED Ret | NED 9 | ITA   | ITA   | ITA    | CZE    | CZE    | CZE     | MIS   | MIS   | MIS   | GBR     | GBR   | GBR   | HUN   | HUN    | HUN    | FRA     | FRA   | FRA     | ARA   | ARA   | ARA   | EST   | EST   | EST   | SPA    | SPA   | SPA   | 7.º* | 51* |

- * Temporada en curso.